# Night Visions (serie televisiva)
Night Visions è una serie televisiva statunitense creata da Dan Angel.
Negli Stati Uniti la serie è andata in onda dal 12 luglio al 6 settembre 2001 sul canale FOX, mentre in Italia è stata trasmessa da Italia 1 nell'estate del 2005.
Ambientata principalmente di notte, la serie racconta storie soprannaturali, cercando di commentare con giusta umiltà la torbida natura umana.
Gli episodi sono in totale 26, ognuno della durata di 25 minuti. Ogni episodio è caratterizzato da una voce narrante, Henry Rollins, che prima della messa in onda, racconta brevemente la storia, e al termine, saluta con un detto storico, o ideato dal regista, ma sempre inerente alla storia vista.
Ogni episodio vede la presenza di registi diversi. Alcuni sono Tobe Hooper, Bryan Spicer e Joe Dante; altri, sono attori per la prima volta dietro la macchina da presa come Bryan Dennehy e JoBeth Williams.
Tra i personaggi presenti Sherilyn Fenn, Luke Perry e Bridget Fonda.
La serie è stata girata tra Vancouver, Canada e dintorni.

## Episodi
| Stagione       | Episodi | Prima TV USA | Prima TV Italia |
| -------------- | ------- | ------------ | --------------- |
| Prima stagione | 26      | 2001         |                 |

## Principali Guest-star presenti inNight Visions
- Bridget Fonda
- Kelly Rutherford
- Stephen Baldwin
- Sherilyn Fenn
- Luke Perry
- Randy Quaid
- Jason London
- Brian Dennehy
- Paul Guilfoyle
- Luke Edwards
- Jane Adams
- Amanda Plummer
- Jerry O'Connell
- Bill Pullman
- Aidan Quinn
- Malcolm McDowell
- Thora Birch
- Chad Lowe
- Gil Bellows
- Valerie Mahaffey
- Pam Grier
- Jack Palance
- Philip Baker Hall

La serie è stata presentata in anteprima al Telefilm Festival del 2004.